# Danio erythromicron
Espèce
Synonymes
Microrasbora erythromicron Annandale, 1918
Danio erythromicron  est une espèce de poissons de la famille des Cyprinidae. Il est endémique au lac Inle, en Birmanie.

## Description
Ce poisson de 2 à 2,5 cm de longueur très coloré présente des taches bleu foncé sur les flancs et une tache noire en avant de la nageoire caudale. 

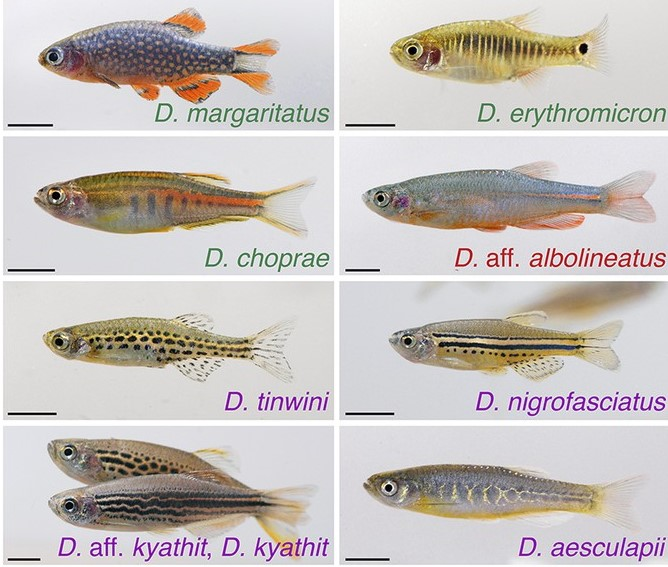
D. margaritatus, Danio erthromicron, D.chopae, D. aff. albolineateus, D. tniwini, D. nigrofasciatus, D. aff. kyathit et D. aesculapii

Le mâle arbore également des taches orange.

## Comportement
Cette espèce est très sociable.